# Корупційний скандал у бельгійському футболі (2017)
Корупційний скандал у бельгійському футболі (2017) — скандал викриття змови осіб пов'язаних з командами-учасницями двох вищих дивізіонів чемпіонату Бельгії з футболу — Лізі Жупіле і Челленджер Про Лізі.
Розслідування проводилося слідчим суддею Лімбурга — уповноваженого від Федеральної прокуратури Бельгії з 2017 по 2019 рік. Як наслідок були оголошені підозри щодо організованої злочинності, відмивання коштів та корупції (хабарництво) у бельгійському футболі.
Найбільшого резонансу операція набула 10 жовтня 2018 року відколи було проведено 44-и обшуки в будинках по всій Бельгії та ще 14-ть обшуків на міжнародному рівні. 29-ть підозрюваних затримали у Бельгії, ще чотири за кордоном. З 29-и заарештованих 20-ть були звинувачені в одному або кількох злочинах.

## Хід процесу
У результаті операції представники контролюючого органу склали список із 56-ти осіб та компаній, до яких у суді будуть висунуті відповідні звинувачення. Серед них присутні члени правління шести клубів Ліги: «Брюгге», «Гента», «Шарлеруа», «Генка», «Кортрейка» та «Стандарда», а також колишні директори «Андерлехта», «Генка», «Мехелена», «Остенде», «Левена» та «Васланд-Беверена».
Вищезгаданих та інших фігурантів справи підозрюють у співпраці з двома провідними футбольними агентами країни — Могі «Арно» Баятом і Деяном Вельковичем, які підозрюються у скоєнні злочинів при різних трансферних операціях.
Крім офіційних осіб, під слідство потрапили арбітри Себастьєн Дельфер'єр та Барт Вертентен. Також висунуті звинувачення екс-тренеру «Андрелехта» Івану Леко, екс-наставнику цього клубу Герману ван Холсбеку, тренеру «Беерсхота» Пітеру Мейсу, тренеру «Локерена» Глену Де Буку, екс-наставнику «Мехелена» та «Васланд-Беверена» Янніку Феррейрі та коучу голкіперів збірної Бельгії Ервіну Лемменсу (рос.).